# Église Sant'Andrea dei Cocchieri

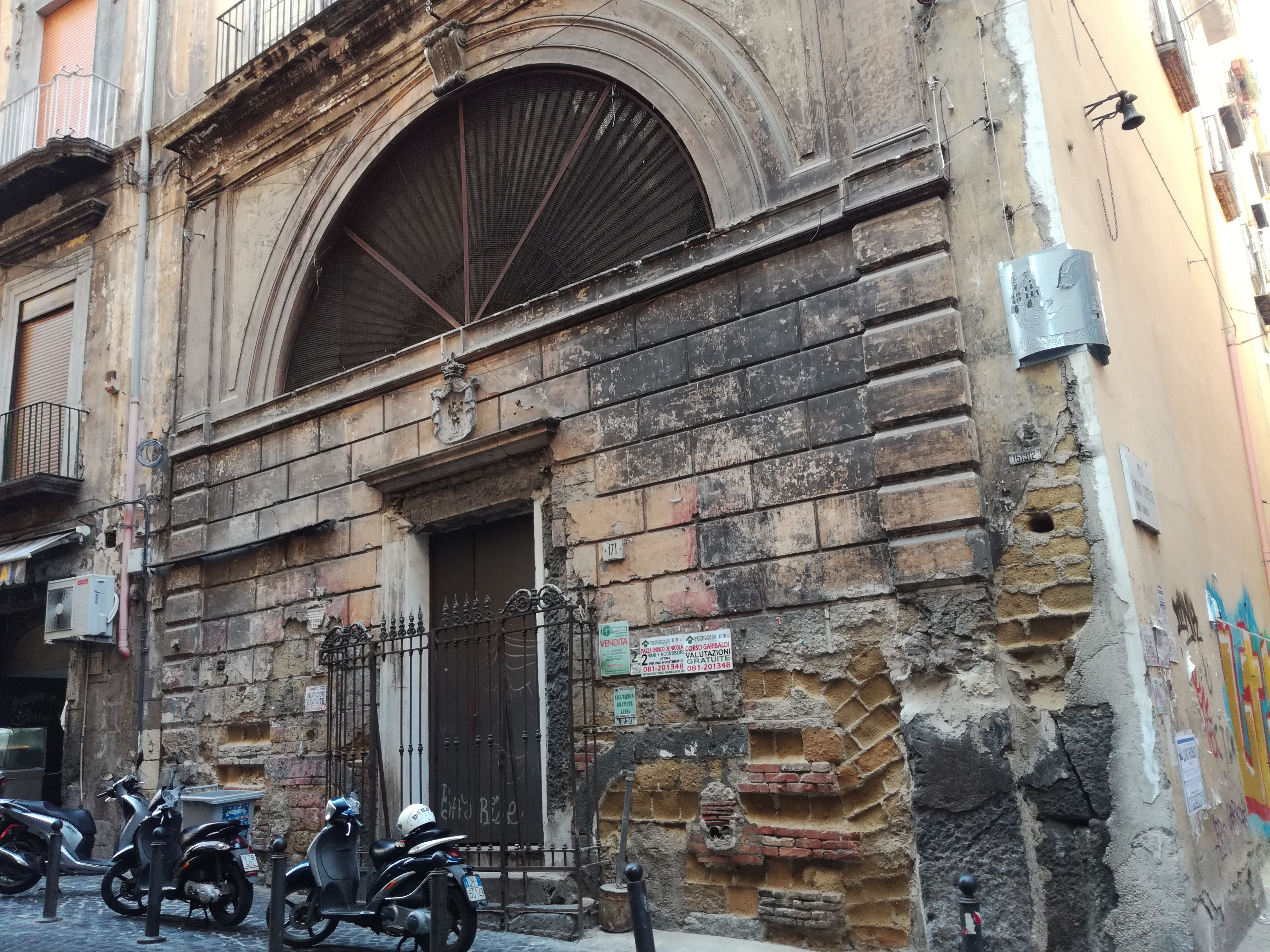
Façade de l'église.

L'église Sant'Andrea dei Cocchieri (Saint-André-des-Cochers) est une église désaffectée du centre historique de Naples, via dei Tribunali non loin de l'église Santa Maria della Pace.

## Histoire
L'édifice remonte au XIVe siècle - XVe siècle, où elle est à l'origine consacrée à saint Laurent. L'église fait d'abord partie de la paroisse San Cristoforo, puis au XVIe siècle elle passe aux hospitaliers de Saint-Jean et en 1580 à la congrégation laïque de Sainte-Marie-des-Anges et devient la chapelle de la corporation des cochers napolitains.
L'église est fermée depuis les années 1980 et se trouve dans un état alarmant de dégradation.

## Description
La façade fort simple est ouverte par une grande fenêtre en demi-lune au-dessus d'un petit portail sans ornementations.
L'intérieur s'inscrit dans une salle rectangulaire simple. Il y avait naguère des tableaux dont une toile de Francesco di Maria. Les bandes de marbre qui décoraient le portail ont disparu. L'intérieur est dans un état grave d'abandon.

## Source de la traduction
- (it) Cet article est partiellement ou en totalité issu de l’article de Wikipédia en italien intitulé « Chiesa di Sant'Andrea dei Cocchieri » (voir la liste des auteurs).